# 旭川市市民活動交流センター
旭川市市民活動交流センター（あさひかわししみんかつどうこうりゅうセンター）は、北海道旭川市にある公共施設。
旭川駅周辺の再開発地域「北彩都あさひかわ」東側の「シビックコア地区」に位置する。
CoCoDe（ココデ）という愛称で親しまれており、”Co”ここが、”Co”交流と、”De”出会いの場になるようにという意味が込められている。
同じシビックコア地区内には、旭川市科学館 サイパル、旭川市障害者福祉センターおぴった、旭川合同庁舎などが隣接する。

## 概要
旭川市市民活動交流センター（愛称：CoCoDe)は、活力ある地域づくり、市民が活躍するまちづくりを目指した、市民活動のための公共施設であり、2010年（平成22年）6月29日に開館した。
現在は特定非営利活動法人旭川NPOサポートセンターが指定管理者として旭川市から委任を受け、運営している。
市民活動に関する情報の収集及び提供、市民活動に関する相談・コーディネート、会議室等施設の貸出、コピー・印刷機など事務機器の貸出 、市民活動団体やまちづくりに関わる色々な団体との交流や協働の促進などを主な業務としている。
また年に数回、大規模な自主イベントも開催する。

## 施設
開館時間は午前9:00〜午後10:00。
休館日は毎月第2、第4月曜日（祝日の場合はその翌日）、年末年始（12/30〜1/4）。
主に旧国鉄工場施設を改修した2棟の建物から成り、市民活動支援棟とホール棟、およびそれらを結ぶ共用ロビーと渡り廊下で構成される。
また、イベント等に使用できる屋外広場や中庭もある。
市民活動支援棟は団体の会議、講座・研修、打ち合わせ等に使用され、ホール棟は多目的ホールとして、講演会や研修会、シンポジウム、音楽・演劇などの練習や発表、イベントなどに幅広く使用される。施設の利用者もしくは市民活動団体・町内会のみが利用できるコピー・印刷室には、各種印刷機のほか、裁断機、製本機、紙折り機、電動穴開機、電動ホチキス、ラミネーターなどがあり、印刷から製本までの作業ができるようになっている。この他印刷機器として、1階の事務室内にポスターや横断幕の印刷ができる大型プリンターがある。いずれも格安もしくは無料であることから人気が高く、活発に利用されている。エレベーターは、ウォークスルー式貫通２方向型を採用。入口と出口が反対になり、車椅子利用者が方向転換することなく進むことができるように配慮されている。自動販売機は、省エネ（ノンフロン・２４時間消灯）、ユニバーサル配慮型（低い位置にもボタンあり）のものを設置し、環境に配慮。一階の交流展示コーナーの横には遊具を置いたキッズコーナーもあり、子ども連れの主婦が気軽に立ち寄ることができる。この他、市民活動団体が利用できる貸ロッカーやメールボックス、多用途トイレ・授乳室・パントリー（ミニキッチン）等がある。

## 歴史
旭川市市民活動交流センターのベースとなった2棟の煉瓦建造物は旧国鉄の工場であり、旧木機乾燥場は鍛冶工場として、旧第二木機職場は旋盤工場として使われていた。
設計には、明治期を代表する土木技術者・田辺朔郎が携わったとされている。
官設鉄道上川線の開通に伴い、明治31年に建設されたこの2棟の建物は、明治時代の建築技術を今日に伝える貴重な歴史的建造物であり、現存する旧国鉄工場施設としては国内で最も古い建物の一つであると言われている。
改修後は、旧木機乾燥場は市民活動支援棟として、旧第二木機職場はホール棟としてそれぞれ使用されている。
現在の施設として開館したのは、2010年（平成22年）6月29日。
なお、市民活動支援棟の1階および2階には鉄道歴史展示コーナーがあり、JRから貸与を受けた当時のゆかりの品や写真を見ることができる。また、平成27年11月17日に国の登録有形文化財に登録された。

## アクセス
- 徒歩の場合
  - JR旭川駅から宮下通経由 徒歩約25分
  - JR旭川四条駅から 徒歩約15分
- 車の場合
  - JR旭川駅から車で約5分
- バスの場合
  - 旭川電気軌道82、84、33番線「合同庁舎前」下車、約5分
- 駐車場
  - 専用駐車場 38台（身体障害者用２台を含む）
なお、隣接の旭川市障害者福祉センターおぴった前の公共駐車場を利用することもできる。